# Teverga
Teverga är en kommun i Spanien. Den ligger i den autonoma regionen Asturien i nordvästra delen av landet, 400 km nordväst om huvudstaden Madrid. Antalet invånare är 1 539 (2024). Arean är 176,31 kvadratkilometer. Teverga gränsar till Grado, Yernes y Tameza, Proaza, Quirós, San Emiliano, Somiedo och Belmonte de Miranda. 